# Shivamogga (distrikt)
Shimoga är ett distrikt i Indien.   Det ligger i delstaten Karnataka, i den södra delen av landet, 1 600 km söder om huvudstaden New Delhi. Antalet invånare är 1 752 753. Arean är 8 495 kvadratkilometer. Shimoga gränsar till Udupi.
Terrängen i Shimoga är varierad.
Följande samhällen finns i Shimoga:
- Shimoga
- Bhadrāvati
- Sāgar
- Shikārpur
- Tīrthahalli
- Sirālkoppa
- Ānavatti
- Beltangadi
- Sorab
- Kumsi
- Hārnahalli
- Hosanagara